# Station Courbevoie
Station Courbevoie is een spoorwegstation aan de spoorlijn Paris-Saint-Lazare - Versailles-Rive-Droite. Het ligt in de Franse gemeente Courbevoie in het departement Hauts-de-Seine (Île-de-France).

## Geschiedenis
Het station werd op 8 oktober 1838 geopend door de Chemin de fer de Paris à Saint-Cloud et Versailles. Sinds zijn oprichting is het station eigendom van de Société nationale des chemins de fer français (SNCF).

## Ligging
Het station ligt op kilometerpunt 7,415 van de spoorlijn Paris-Saint-Lazare - Versailles-Rive-Droite.

## Diensten
Het station wordt aangedaan door treinen van Transilien lijn L tussen Paris-Saint-Lazare en Versailles-Rive-Droite/Saint-Nom-la-Bretèche - Forêt de Marly. Sommige van deze treinen hebben Saint-Cloud als eindbestemming.

## Vorig en volgend station
| Richting                                                                  | Vorig station | Lijn    | Volgend station    | Richting           |
| ------------------------------------------------------------------------- | ------------- | ------- | ------------------ | ------------------ |
| Saint-Cloud Versailles-Rive-Droite Saint-Nom-la-Bretèche - Forêt de Marly | La Défense    | Trans L | Bécon-les-Bruyères | Paris-Saint-Lazare |